# Кузано Мутри
Куза̀но Му̀три (на италиански: Cusano Mutri) е малко градче и община в Южна Италия, провинция Беневенто, регион Кампания. Разположено е на 475 m надморска височина. Населението на общината е 4436 души (към 2010 г.).